# Shintaro Shimizu
Shintaro Shimizu (清水 慎太郎 Shimizu Shintaro?, Saitama, 23 de agosto de 1992) es un futbolista japonés que juega como delantero.

## Trayectoria

### Clubes
| Club                     | País      | Año       |
| ------------------------ | --------- | --------- |
| Omiya Ardija             | Japón     | 2011-2019 |
| Fagiano Okayama (cedido) | Japón     | 2013-2014 |
| Mito HollyHock (cedido)  | Japón     | 2019      |
| Fagiano Okayama          | Japón     | 2020      |
| F. C. Ryukyu             | Japón     | 2021      |
| Nakhon Ratchasima F. C.  | Tailandia | 2022      |
| Phnom Penh Crown F. C.   | Camboya   | 2023-2024 |